# Бошковићи из Орје Луке
Бошковићи са Орје Луке су бјелопавлићко братство. Ово братство је дало угледне професоре, сенаторе, јунаке и војводе. Међу њима су Блажо Бошковић, Бајо Бошковић, Ристо Бошковић, Радосав Бошковић, Михаило Бошковић итд. Бошковићи су се расељавали у разне крајеве, а дио њих је населио село Гараши од којих су Гарашанини: Илија Гарашанин,Милутин Гарашанин и Хаџи Милутин Савић-Гарашанин. Бошковићи су били познати по храбрости и осећају за правду и слободу, то су потврђивали вековима учествујући у свим ратовима за ослобођење који су се водили.